# Província de Napo
Napo és una de les 22 províncies de l'Equador, situada al voltant del riu Napo, des dels primers contraforts andins cap a l'Amazònia més profunda (ja a la província d'Orellana). Té uns 92.000 habitants i la seva capital és Tena.
La província consta de 5 cantons (capital entre parèntesis):
- Archidona (Archidona)
- Carlos Julio Arosemena Tola (Carlos Julio Arosemena)
- El Chaco (El Chaco)
- Quijos (Baeza)
- Tena (Tena)